# Бяла (община, Варненская область)
Бяла (болг. Бяла) — община в Болгарии. Входит в состав Варненской области. Население составляет 3921 человек (на 15 мая 2008 года).
Площадь территории общины — 162 км²

## Состав общины
В состав общины входят следующие населённые пункты:
1. Бяла
2. Дюлино
3. Горица
4. Господиново
5. Попович
6. Самотино